# West Phaser
West Phaser est un jeu vidéo de tir au pistolet développé et édité par Loriciel en 1989 sur Amiga, Atari ST, Amstrad CPC et DOS. C'est aussi le nom du pistolet optique vendu en offre groupée avec le jeu, une imitation d'un révolver 6 coups. Le jeu a été réédité sous le titre Steve McQueen West Phaser.
Le jeu prend pour cadre la conquête de l'Ouest. Le joueur incarne un chasseur de primes chargé de faire tomber quelques hors-la-loi. Dans des décors fixes, le but du jeu est de tirer sur les ennemis qui se présentent dans la scène en épargnant les civils.

## Système de jeu
Avant de commencer le jeu, un test de tir est souhaitable afin de vérifier que le « phaser » est bien réglé. L'action se situe dans l'Amérique des années 1870, typique de la légende de l'ouest. Le joueur incarne l'une des dix figures légendaires de l'Ouest américain : Doc Holliday, Luke Short, Calamity Jane, Charlie Basset, Wild Bill Hickok, Allan Pinkerton, Bat Masterson, Bill Tilghman, Pat Garrett ou Wyatt Earp. Le joueur se trouve face à différents hors-la-loi, et doit, à chaque fois, les atteindre aussi vite que possible. Le jeu est typique des « shoot them up », c'est-à-dire des jeux de tir, qui font appel à la rapidité de réaction et à la précision du joueur. Le fait d'atteindre le méchant déclenche une animation de sa « mort », très souvent de style « cartoon », à l'image des dessins animés Américains. L'un des méchants peut se retrouver avec un trou énorme à la place du ventre, un autre peut tomber en morceaux, comme un vase de porcelaine, etc. Cet esprit de jeu a été voulu d'un commun accord par les graphistes. Ces derniers, à cette époque, chez Loriciel, étaient, presque toujours, tout à la fois les graphistes, les concepteurs et les scénaristes des jeux. L'intention était de se démarquer d'une vision réaliste et traditionnelle du far-west, et aussi, de rappeler qu'il s'agissait d'un jeu.

## Développement
- Programmation : Vincent Baillet, Jean-Pierre Vitulli, Richez Philippe, Richez Olivier
- Graphisme et scénario : Marco de Flores, Ivan Gaidonov, Richard Martens, Philippe Tesson
- Musique : Michel Winogradoff

## Accueil
West Phaser a reçu le prix spécial du jury au Tilt d'or 1989. Le magazine français écrit :
« Graphismes très fins, animation style dessin animé, la danseuse se dénude lorsque vous lui tirer dessus, le pianiste lâche des cris de douleurs à la moindre bastos dans les fesses ! Tous les tableaux sont d'une vitalité impressionnante. Sur PC, il ne manque que la qualité des bruitages pour transformer votre micro en caméra. Mais, sur ST ou Amiga, c'est un déluge de cris, de détonations et de sueurs froides. »

## À noter
Le jeu a été vendu avec le pistolet optique pour environ 350 francs. Le West Phaser est considéré plus précis que d'autres pistolets de l'époque. Il est compatible avec Crazy Shot (Loriciel, 1989) et les productions d'Actionware : Capone, Creature (1988), POW et Sideshow (1989).